# MRT 2
MRT 2 est une chaîne de télévision publique macédonienne appartenant au groupe Makedonska Radio Televizija (MRT). 
Présentant un profil plus « culturel » que sa grande sœur MRT 1, elle s’adresse également aux minorités ethniques. Elle est diffusée sur l’ensemble du territoire national par voie hertzienne et par câble dans plusieurs grandes villes, et est également reprise dans le cadre du bouquet satellitaire Total TV, disponible sur abonnement dans les Balkans. 
Elle dispose également d’une déclinaison internationale, MRT 2 Sat, diffusée en clair en Europe par l’intermédiaire du satellite Eutelsat W2, positionné à 16°Est.

## Histoire
MRT 2 est lancée le 6 mars 1978 sous le nom de TVS 2 (TV Skopje 2). Elle est alors une branche de la télévision nationale yougoslave et est dédiée en priorité aux programmes culturels et éducatifs. Diffusée en couleur, à raison de quatre heures par jour au moment de son lancement, elle étoffe sa grille au fur et à mesure. 
En 1991, elle est rebaptisée MTV 2 au moment de la déclaration d’indépendance du pays et de sa séparation avec la télévision nationale yougoslave. En 1994, elle réoriente sa programmation en faveur des minorités ethniques, avec des programmes spécifiques en albanais, turc, serbe, romani, valaque et bosnien. Depuis lors, elle émet de 7 heures 30 du matin à 1 heure 30 du matin.